# Opalescencja

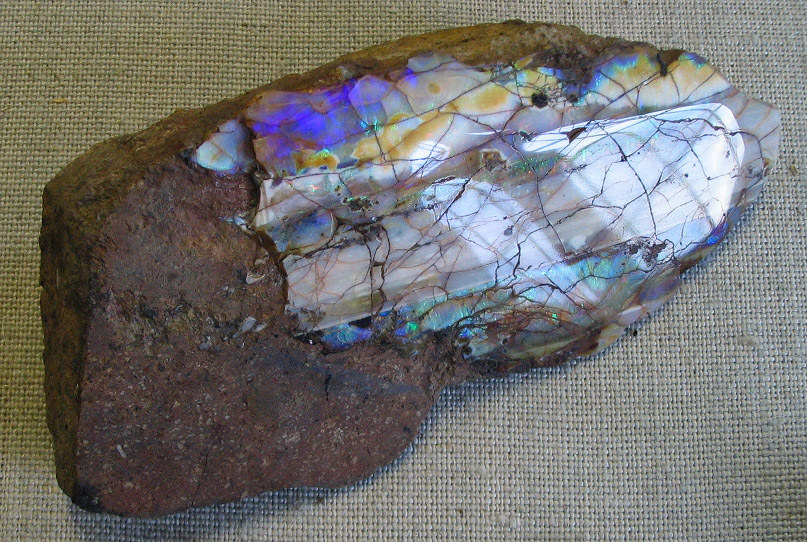
widoczny efekt opalescencji

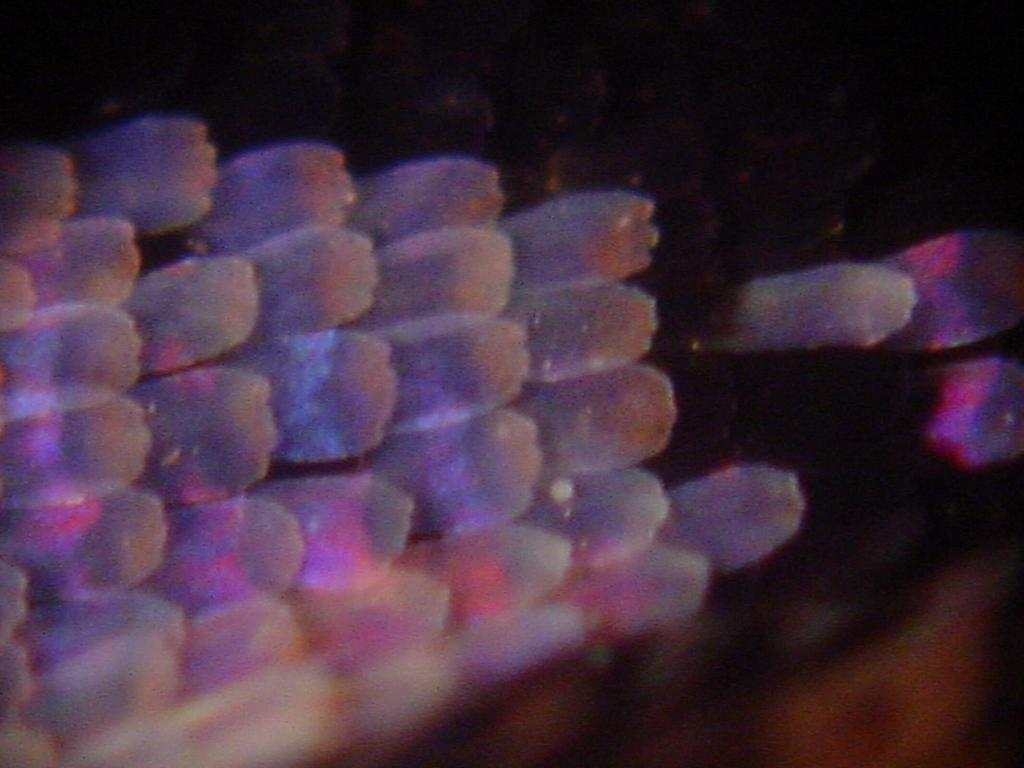
opalescencja

Opalescencja - szczególny rodzaj iryzacji, objawiający się na powierzchni niektórych minerałów, zwłaszcza opalu zwyczajnego, w postaci charakterystycznej mlecznobiałej, mlecznoniebieskawej lub perłowolśniącej poświaty wskutek zjawiska odbicia światła krótkofalowego, czyli niebieskiego. Światło ulega rozproszeniu na mikroskopowych spękaniach lub na szczelinkach wypełnionych wodą. 
- Opalescencja o połysku srebrzystym zwana jest adularyzacją i występuje w skaleniach potasowych: adularze, ortoklazie, niekiedy w sanidynie, czasami w mikroklinie.